# Puig de la Socarrada d'en Felip
El Puig de la Socarrada d'en Felip és una muntanya de 1.957,4 metres d'altitud del límit dels termes comunals d'Aiguatèbia i Talau i Caudiers de Conflent, tots dos de la comarca del Conflent, a la Catalunya del Nord. És a la zona sud-oest del terme de Caudiers de Conflent i a la nord-oest del d'Aiguatèbia i Talau, al sud-est del Bosc Estatal de Coma de l'Egua, al nord-est del Roc del Solà de la Llaguna i al sud-oest del Puig de les Tres Corones.